# Lex Metz
Lex Metz (Den Helder, 14 januari 1913 – Amsterdam, 26 juni 1986) was een Nederlands fotograaf, tekenaar, grafisch ontwerper en illustrator.

## Levensloop
Metz volgde een opleiding aan de Koninklijke Academie van Beeldende Kunsten in Den Haag en was daar leerling van onder anderen Gerard Kiljan, Paul Schuitema en Paul Citroen. Lex Metz woonde in de jaren dertig enige tijd in een 'gemeenschapshuis' in Voorburg, met onder anderen Emmy Andriesse, Hans Wolf, Hans (Johanna) IJzerman, Herman Gerlings en Henk Wanink. 
Later werd hij zelf ook docent, aan de Nieuwe Kunstschool in Amsterdam, de Academie voor Kunst en Industrie te Enschede en de Rietveld Academie.
In Amsterdam was hij betrokken bij het illustreren van boeken en als boekbandontwerper werkzaam voor het ontwerpbureau Co-op 2. In 1950 maakte hij tekeningen voor De Groene Amsterdammer. Illustraties van hem zijn te vinden in onder meer de tijdschriften Drukkersweekblad/Autolijn (1957) en Proost Prikkels, in dichtbundels van Gerrit Achterberg (Spel van de wilde jacht) en Hendrik Marsman (Tempel en kruis) en in prozawerk van Theun de Vries (Kenau), Aleksandr Poesjkin (Het schot), D.H. Lawrence (Lady chatterley's minnaar) en Annie Romein-Verschoor (Met eigen ogen).